# Episodi di Like Me
La prima stagione di Like Me è andata in onda dal 21 maggio 2017 su Disney Channel (Italia).  
| n° | Titolo                           | Top 5                                                                          | Prima TV          |
| -- | -------------------------------- | ------------------------------------------------------------------------------ | ----------------- |
| 1  | Sofì                             | Top 5 dei momenti più imbarazzanti con le ragazze                              | 21 maggio 2017    |
| 2  | Il nostro primo video            | Top 5 dei peggiori amici che ti possano capitare                               | 28 maggio 2017    |
| 3  | Boom                             | Top 5 delle persone più noiose sui social network                              | 4 giugno 2017     |
| 4  | Il segreto del professor Morelli | Top 5 dei migliori poteri dei supereroi                                        | 11 giugno 2017    |
| 5  | La pubblicità                    | Top 5 dei regali indesiderati                                                  | 18 giugno 2017    |
| 6  | L'ultima chance                  | Top 5 dei compagni più fastidiosi durante un compito in classe                 | 25 giugno 2017    |
| 7  | Il mondo al contrario            | Top 5 degli incubi più frequenti                                               | 17 settembre 2017 |
| 8  | Invitami                         | Top 5 dei professori 100% strambi                                              | 24 settembre 2017 |
| 9  | Il gatto                         | E se gli umani si comportassero come i gatti?                                  | 1 ottobre 2017    |
| 10 | Luì e Virus                      | Top 5 dei cattivi più sfigati dei film                                         | 8 ottobre 2017    |
| 11 | La chitarra bugiarda             | Top 5 dei peggiori amici musicisti                                             | 15 ottobre 2017   |
| 12 | Game Over                        | Top 5 sulle cose più irritanti che ti possano capitare giocando ai video-games | 22 ottobre 2017   |